# Eva Johansson
Eva Johansson (geboren am 25. Februar 1958 in Kopenhagen) ist eine dänische Opernsängerin der Stimmlage Sopran. Sie war lange Jahre an der Deutschen Oper Berlin engagiert und wurde dort 2001 zur Kammersängerin ernannt. Sie sang auch bei den Festspielen von Aix-en-Provence, Bayreuth, Luzern und Salzburg sowie in London, Mailand, Paris und Wien.

## Leben und Werk
Die Tochter der Tabakhändler Niels Sture Johansson und Grethe Bech absolvierte 1977 die Ingrid Jespersen Schule, danach das Königliche Musikkonservatorium und ab 1981 die Opernakademie in ihrer Heimatstadt. Zu ihren Lehrern zählten Oren Brown (Juilliard School of Music, New York) und Susanna Eken in Kopenhagen. 1982 wurde sie als Solistin an das Königliche Opernhaus in Kopenhagen engagiert, sie debütierte dort als Figaro-Gräfin. 1988 wurde sie von Götz Friedrich mit einem umfangreichen Gastvertrag an die Deutsche Oper Berlin verpflichtet. Anfangs sang sie dort lyrisches Fach (Pamina, Liù, auch die Gutrune in der Götterdämmerung oder die Eva in den Meistersingern von Nürnberg), dann die jugendlich-dramatischen Rollen und letztlich Hochdramatischen Sopran. 1988 debütierte sie als Freia bei den Bayreuther Festspielen, später kehrte sie dorthin als Elsa und Sieglinde zurück. Rasch folgte eine internationale Karriere. Johansson wurde an die Staatsopern von Dresden, München und Wien verpflichtet, an das Royal Opera House Covent Garden, nach Zürich und Genf, nach Los Angeles, Washington und an die Metropolitan Opera in New York. Sie sang in Paris, Madrid, Barcelona, Bilbao und Sevilla, in Tel Aviv, Japan und China, an der Mailänder Scala, in Rom, Triest, Turin und Venedig. Sukzessive erweiterte sie ihr Repertoire in das hochdramatische Fach, 2006 triumphierte sie in ihrer Heimatstadt als Elektra, 2007 debütierte sie als Brünnhilde an der Wiener Staatsoper. Es folgten die Isolde und die Emilia Marty in der Sache Makropulos. 2001 wurde sie mit dem Titel einer Berliner Kammersängerin ausgezeichnet. Sie hat im Lauf ihrer Karriere mit einer Reihe bedeutender Dirigenten zusammengearbeitet, darunter Claudio Abbado, Daniel Barenboim, Christoph von Dohnanyi, Charles Dutoit, Christoph Eschenbach, Ádám Fischer, Iván Fischer, Heinz Fricke, Valery Gergiev, Bernard Haitink, Nicolaus Harnoncourt, Marek Janowski, James Levine, Lorin Maazel, Sir Simon Rattle, Wolfgang Rennert, Donald Runnicles, Wolfgang Sawallisch, Ulf Schirmer, Peter Schneider, Giuseppe Sinopoli, Christian Thielemann, Franz Welser-Möst und Simone Young. Auch als Konzertsängerin bevorzugt sie dramatische Aufgaben, beispielsweise das Sopransolo in Verdis Messa da Requiem.
Seit 16. August 1995 ist sie mit dem Berliner Bratschisten Herwig Oswalder verheiratet.

## Rollen (Auswahl)
| Beethoven: - Leonore in Fidelio Berg: - Marie in Wozzeck Hindemith: - Regina in Mathis der Maler Janáček: - Titelpartie in Jenůfa - Emilia Marty in Věc Makropulos Mozart: - Gräfin Almaviva in Hochzeit des Figaro - Donna Anna im Don Giovanni - Fiordiligi in Così fan tutte - Pamina in der Zauberflöte Puccini: - Mimi in La Bohème - Liù in Turandot |  | Richard Strauss: - Titelpartie in Salome - Chrysothemis und Titelpartie in Elektra - Titelpartie in Ariadne auf Naxos - Kaiserin und Färberin in Die Frau ohne Schatten - Maria in Friedenstag Tschaikowski: - Tatjana in Eugen Onegin Wagner: - Senta im Fliegenden Holländer - Elisabeth in Tannhäuser und der Sängerkrieg auf Wartburg - Elsa von Brabant und Ortrud im Lohengrin - Isolde in Tristan und Isolde - Eva in Die Meistersinger von Nürnberg - Freia in Das Rheingold - Gerhilde, Sieglinde und Brünnhilde in der Walküre - Brünnhilde in Siegfried - Brünnhilde und Gutrune in Götterdämmerung Weber: - Agathe im Freischütz |

## Auszeichnungen
- 2001 Kammersängerin
- 2005 Theaterpreis Reumert als beste Sängerin